# Pullea glabra
Pullea glabra är en tvåhjärtbladig växtart som beskrevs av Schlechter. Pullea glabra ingår i släktet Pullea och familjen Cunoniaceae. Utöver nominatformen finns också underarten P. g. verticillata.